# Сейль, Джордж
Джордж Сейл (англ. George Sale; 1697, Кентербери, Кент — 13 ноября 1736, Великобритания) — британский интеллектуал, востоковед, переводчик.

## Востоковедная деятельность
Обучался в Королевской школе в Кентербери, в 1720 году продолжил своё образование в Иннер-Темпле, готовясь стать юристом. Увлёкся изучением восточных языков.
Являлся членом Общества по популяризации христианских знаний, для которого принял участие в подготовке издания перевода Нового Завета на арабский язык (1726) в качестве редактора.
Известен своим переводом Корана с арабского языка на английский с предисловием и комментариями (1734), неоднократно переиздававшимся. С этого перевода А. В. Колмаковым был выполнен очередной перевод Корана на русский язык (1792).
Принимал участие в написании "Всеобщей истории", изданной в Лондоне в 1747—1768 годах.
Собрал коллекцию арабских, персидских и турецких рукописей, которая хранится в Бодлианской библиотеке.